# Islamska arhitektura
Islamska arhitektura je zbir umjetničkih stilova u arhitekturi koji su snažno obilježeni islamom, a mogu se pronaći po cijelom svijetu gdje žive muslimani.
Nekoliko je relativno jednostavnih obreda islama pospješilo jedinstvenu religijsku arhitekturu, koja uključuje džamije (mošeje), mjesta društvenog okupljanja i molitve, i medrese, ili škole religioznosti. Važni među različitim svojstvenim oblicima islamske sekularne arhitekture su palače, karavan-saraji, i gradovi, čije je planiranje uvijek uključivalo brigu o prevažnim izvorima vode te o stvaranju prikladnih zaklona od vrućine. Treći tip zgrada koje su bile značajne u muslimanskom svijetu su mauzoleji, koji su služili kao grobnice za vladara ili sveca, ali i kao simboli političke moći. Sve te strukture, religijske i sekularne, dijele mnoštvo svojstava.

### Džamije
Kada su muslimani osvojili Siriju 636., oni su mnoge napuštene crkvene bazilike prenamijenili u džamije tako da su načinili nove ulaze i premjestili mjesto odvijanja obreda. To su bile duge, trobrodne zgrade s popločanim krovom i oltarom na istočnom kraju. Orijentaciju i prostornu organizaciju džamija određivao je, i danas određuje, smjer molitve, prema Meki koji simbolizira mihrab.
U Muhamedovo je vrijeme molitva držana s vrha krova po uzoru na židovski običaj. Čini se da je sirijska tradicija gradnje niskih tornjeva uz kutove zgrade (kod muslimana džamije) dovela do minareta s kojeg se poslije Muhamedova vremena držao obred. Najstariji je onaj pužoliki u Samarri (Irak). Prva upotreba propovjedaonice ili minbera, još jedne strukture svojstvene džamiji, se dogodila u Medini iz praktičnih razloga.
Džamija je dobila osnovni oblik u vrijeme omejidske dinastije: uzdužna pravokutna velika prostorija s mnoštvom stupova (ponekad nadsvođena kupolom) ima naglašeno mjesto za molitvu okrenuto prema Meki u obliku ivana (niše) – mihrab, zdenac u dvorištu za ritualno pranje ruku prije molitve i visoke minarete (tanki visoki toranj kružnog ili poligonalnog tlocrta, s unutrašnjim stubama koje vode do balkona, s kojeg mujezin poziva na molitvu). 
Iako je u islamskoj arhitekturi, posebno u ranijim primjerima, tipičniji luk u obliku potkove, zašiljeni je luk također bio poznat. Podrijetlom vjerojatno iz Sirije, prihvatili su ga omejidi, a bio je svojstven i abasidskim džamijama, tijekom 9. i 10. stoljeća je prenesen u Egipat. U Velikoj džamiji u Córdobi (Mezquita), iz 786. – 965. god., ritam tankih stupova i dvostrukih lukova je pojačan ritmičnim ponavljanjem ukrasnih šara kao i cigli u boji tako da se stvara iluzija produljavanja prostorije u dubinu.
Kupole, svojstvene upravo islamskoj arhitekturi, su se razvile iz sasanijskih i ranokršćanskih arhitektonskih izvora. Najstarija očuvana je Kupola na stijeni (kasno 7. stoljeće) u Jeruzalemu, jedna od većih religijskih struktura na svijetu, a predstavlja mjesto s kojega je Muhamed doživio duhovno i tjelesno prosvjetljenje. Ova džamija ima kupolu postavljenu na visoki valjak i prstenastog je plana s dva ambulatorija ili hodnika, što je preuzeto iz rimske arhitekture koja je imala utjecaja u Jeruzalemu u 4. st.
Pod Osmanlijama su džamije građene po uzoru na bizantsku ostavštinu u Turskoj s velikom glavnom kupolom i više manjih. Među njima se svakako ističu dvije arhitekta Sinana koje su poslužile kao uzor džamijama u Turskoj, Siriji, Egiptu i sjevernoj Africi: Selimija u Edirni i Aja Sofija u Istanbulu, obje bizantske crkve koje su kasnije pretvorene u džamije.

### Sekularna arhitektura
Tijekom vremena omejida i ranih Abasida, muški članovi kalfiskih obitelji gradili su brojne palače u Siriji i Iraku. Neki su imali perivoje za lov, kao kod Sasanida, i kupke, koje su se razvile iz kasnorimskog tipa zgrada. Te palače prikazuju sintezu zapadne i istočne kulture koja je bila glavna značajka rane islamske umjetnosti, ali i relativnu slobodu izražavanja prije uvođenja proskripcija na figurativne prikaze. Palače su bile mjesta gdje su se mogli naći mozaici, zidne slike, i reljefi koji su tradicionalno prikazivali dvorjane, životinje, a ponekad i samog kalifa.
U srednjem je periodu islamski svijet proizveo najveći procvat urbane civilizacije u povijesti. Građeni su planirani gradovi (npr. Samarra, Al Fustat (Stari Kairo), Okrugli grad kod Bagdada) koji su dolaskom Mongola zajedno sa svojim vodnim sustavima uništeni ili svedeni na sela.
U Iranu su u posljednjem dobu islamske umjetnosti građena najveća djela sekularne arhitekture: mostovi, palače, fontane, trkališta, pa čak i prve umjetničke galerije. Karavan-saraj (ili turski han) su donijeli Seldžuci. To su bila odmorišta za putnike koja su se gradila uz puteve karavana, imala su otvoreni hodnik i mjesto za napajanje životinja. Uz njih se spominju i kupke, trgovišta, vrtovi i prednji garnizoni.

### Grobnice i mauzoleji
Unatoč islamskim propisima koji zabranjuju izgradnju grobnica, mauzoleji, građeni kao simboli moći umrlih vladara, su nakon džamija i palača postali najvažnije građevine u islamu. Primjeri uključuju kupolaste grobnice u Kairu iz 15. st. U Iranu je pod Mongolima razvijena posebna vrsta grobnice s kupolom dvostruke konstrukcije koja povećava njenu visinu. Karakterizira ju oktogonalna baza s tornjem na svakom kutu. Najbolji primjer je vjerojatno najpoznatiji muslimanski mauzolej, Tadž Mahal (iz sredine 17. st.), u Indiji. Podigao ga je Džahan-šah svojoj voljenoj ženi Mahal. Ovdje je organska plastičnost hinduističke arhitekture usklađena s islamskom apstrakcijom i čistoćom linija. Bijeli mramorni zidovi, raskošno dekorirani reljefima i umetnutim obojenim kamenjem s dubokim nišama punim sjena, izgledaju tanki poput papira, skoro providni, a čitava građevina ostavlja utisak kao da jedva dodiruje tlo i kao da visi o kupoli koja liči na balon. Atmosfera pjesničkog sanjarenja pojačana je okvirom – dugim vještačkim jezerom u kojem se građevina ogleda, oivičeno tamnozelenim žbunjem, ističe hladnu bjelinu paviljona na veleban način.

### Ukrašavanje u arhitekturi
Muslimanima nije bilo zabranjeno predstavljati figurativna živa bića, samo to nisu smjeli raditi na džamijama, gdje je to moglo dovesti do strogo zabranjenog idolopoklonstva. Ukrasi na džamijama nastali su stiliziranjem modela iz antičke tradicije – vina, lišća, spisa – i pretvaranjem ih u vijugave arapske uzorke. Koristili su uzorke linija da stvore apstraktne elemente kao što su zvijezde i poligoni, ali su koristili i arapsko pismo, tako da su citati iz Kurana postali čista dekoracija.
U islamskim zgradama su za dekoraciju bili korišteni vapno, zidne opeke i pločice raznih oblika s uzorcima, dok su Seldžuci kasnije dodali glazuru i boju. Uvedena je i umjetnost zidnih mozaika, u kojoj su boje paljene kako bi se dobio njihov puni intenzitet. Takva se umjetnost otvaranjem novih radionica s područja Irana proširila i u Tursku. Ostala je islamska dekoracija u arhitekturi uključivala rezbarije u drvetu, obično presvučene sa slonovačom na prozorima i vratima minbera, i različitim strukturnim elementima. No rezbarenje u drvetu i slonovači je bilo korišteno i za ukrašavanje namještaja, slonovih kljova i kutijica. Kameni reljefi i mramorne presvlake nalazimo na zgradama u Španjolskoj, Turskoj i Egiptu. Svjetlo i boju u zgrade obično unose bogato urešene svjetiljke i tapete.

## Poveznice
- Islamski Kairo

## Vanjske poveznice

### Sestrinski projekti
|  | Zajednički poslužitelj ima još gradiva o temi islamska arhitektura |

### Mrežna mjesta
- Islamska arhitektura u Iranu
- Takeo Kamiya, Islamska arhitektura (Half in English and half in Japanese)
- Fatimid-era Ayyubid Wall of Cairo Digital Media Archive  Arhivirana inačica izvorne stranice od 14. ožujka 2011. (Wayback Machine) (creative commons-licensed photos, laser scans, panoramas), data from a Aga Khan Foundation/CyArk research partnership